# Кайо Лукас Фернандес
Кайо Лукас Фернандес (порт. Caio Lucas Fernandes, нар. 19 квітня 1992, Сан-Паулу) — бразильський футболіст, нападник клубу «Шарджа».

## Ігрова кар'єра
Народився 19 квітня 1992 року в місті Сан-Паулу. Вихованець юнацьких команд місцевих футбольних клубів «Америка» і «Сан-Паулу». У 19-річному віці не зміг зацікавити представників бразильських клубів укласти з ним професійний контракт і збирався закінчити футбольну кар'єру, проте знайшов варіант з виступами за університетську команду вищої школи «Чіба Кокусай» в Японії і 2011 року переїхав до цієї країни.
У професійному футболі дебютував 2014 року також у Японії, уклавши контракт з місцевим клубом «Касіма Антлерс». У його команді відразу став важливою фігурою в атакувальній ланці і після першого сезону виступів за неї був визнаний новачком року Джей-ліги. В сезоні 2016 допоміг команді стати чемпіоном Джей-ліги.
Того ж 2016 року перейшов до еміратського клубу «Аль-Айн». В сезоні 2017/18 став співавтором «золотого дубля» — його команда виграла чемпіонат ОАЕ і Кубок Президента. Як діючий чемпіон ОАЕ «Аль-Айн» на правах команди-господаря став учасником Клубного чемпіонату світу 2018, де неочікувано подолав усі етапи змагання і вийшов до фіналу, де, утім, не зміг нав'язати боротьбу представнику Європи, мадридському «Реалу». Особистий внесок Кайо в успіх еміратської команди був відзначений визнанням його другим найкращим гравцем турніру (приз «Срібний м'яч»).

## Титули і досягнення

### Командні
- Володар Кубка Джей-ліги (1):

«Касіма Антлерс»: 2015
- Чемпіон Японії (1):

«Касіма Антлерс»: 2016
- Чемпіон ОАЕ (1):

«Аль-Айн»: 2017/18
- Володар Кубка Президента ОАЕ (3):

«Аль-Айн»: 2017/18
«Шарджа»:  2021/22, 2022/23
- Володар Суперкубка Португалії (1):

«Бенфіка»: 2019
- Володар Суперкубка ОАЕ (1):

«Шарджа»:  2022

### Особисті
- «Срібний м'яч» Клубного чемпіонату світу: 2018